# Liste des monuments historiques de l'Oise (est)
Cet article recense les monuments historiques de l'est de l'Oise, en région des Hauts-de-France, en France (communes des arrondissements de Compiègne et Senlis).
Du fait du nombre de protections dans certaines communes, elles disposent d'une liste à part :
- pour Compiègne, voir la liste des monuments historiques de Compiègne
- pour Senlis, voir la liste des monuments historiques de Senlis

## Liste

### A
| Monument                                           | Commune                                       | Adresse                         | Coordonnées                      | Notice         | Protection | Date | Illustration                                       |
| -------------------------------------------------- | --------------------------------------------- | ------------------------------- | -------------------------------- | -------------- | ---------- | ---- | -------------------------------------------------- |
| Église Saint-Pierre et Saint-Paul d'Acy-en-Multien | Acy-en-Multien                                |                                 | 49° 06′ 13″ nord, 2° 57′ 15″ est | « PA00114473 » | Inscrit    | 1926 | Église Saint-Pierre et Saint-Paul d'Acy-en-Multien |
| Table d'Apremont                                   | Apremont (également sur Vineuil-Saint-Firmin) |                                 | 49° 12′ 51″ nord, 2° 30′ 34″ est | « PA00114972 » | Inscrit    | 1988 | Table d'Apremont                                   |
| Église Notre-Dame d'Armancourt                     | Armancourt                                    |                                 | 49° 22′ 22″ nord, 2° 45′ 34″ est | « PA00114483 » | Inscrit    | 1949 | Église Notre-Dame d'Armancourt                     |
| Villa des Avenues                                  | Attichy                                       | 22, 24 rue du Général-de-Gaulle | 49° 24′ 31″ nord, 3° 02′ 49″ est | « PA60000053 » | Inscrit    | 2003 | Image manquante Téléverser                         |
| Église Saint-Martin d'Autheuil-en-Valois           | Autheuil-en-Valois                            |                                 | 49° 10′ 31″ nord, 3° 03′ 36″ est | « PA00114486 » | Classé     | 1942 | Église Saint-Martin d'Autheuil-en-Valois           |
| Église Saint-Victor d'Autrêches                    | Autrêches                                     |                                 | 49° 26′ 37″ nord, 3° 07′ 35″ est | « PA00114487 » | Classé     | 1913 | Église Saint-Victor d'Autrêches                    |

### B
| Monument                                                 | Commune                            | Adresse                              | Coordonnées                      | Notice         | Protection     | Date      | Illustration                                             |
| -------------------------------------------------------- | ---------------------------------- | ------------------------------------ | -------------------------------- | -------------- | -------------- | --------- | -------------------------------------------------------- |
| Église Saint-Léger de Balagny-sur-Thérain                | Balagny-sur-Thérain                |                                      | 49° 17′ 45″ nord, 2° 20′ 13″ est | « PA00114494 » | Inscrit        | 1927      | Église Saint-Léger de Balagny-sur-Thérain                |
| Église Saint-Rémy de Barbery                             | Barbery                            |                                      | 49° 13′ 18″ nord, 2° 40′ 00″ est | « PA00114495 » | Inscrit        | 1978      | Église Saint-Rémy de Barbery                             |
| Église Saint-Pierre-et-Saint-Paul de Baron               | Baron                              |                                      | 49° 10′ 23″ nord, 2° 43′ 58″ est | « PA00114496 » | Classé         | 1840      | Église Saint-Pierre-et-Saint-Paul de Baron               |
| Ferme de Beaulieu-le-Vieux                               | Baron                              |                                      | 49° 12′ 10″ nord, 2° 44′ 06″ est | « PA00114497 » | Classé Inscrit | 1982      | Ferme de Beaulieu-le-Vieux                               |
| Château de Beaurepaire                                   | Beaurepaire                        |                                      | 49° 17′ 53″ nord, 2° 33′ 54″ est | « PA00114498 » | Inscrit        | 1978      | Château de Beaurepaire                                   |
| Château de Béhéricourt                                   | Béhéricourt                        |                                      | 49° 35′ 45″ nord, 3° 03′ 50″ est | « PA00114519 » | Inscrit        | 1988      | Château de Béhéricourt                                   |
| Site archéologique du Marais                             | Belle-Église également sur Chambly |                                      | 49° 10′ 54″ nord, 2° 13′ 25″ est | « PA60000004 » | Inscrit        | 1997      | Image manquante Téléverser                               |
| Château de Berneuil                                      | Berneuil-sur-Aisne                 | Rue Raymond Faroux                   | 49° 24′ 52″ nord, 3° 00′ 40″ est | « PA00114521 » | Inscrit        | 1949      | Image manquante Téléverser                               |
| Église Saint-Rémy de Berneuil-sur-Aisne                  | Berneuil-sur-Aisne                 |                                      | 49° 24′ 52″ nord, 3° 00′ 21″ est | « PA00114522 » | Classé         | 1920      | Église Saint-Rémy de Berneuil-sur-Aisne                  |
| Fontaine-calvaire de Berneuil-sur-Aisne                  | Berneuil-sur-Aisne                 | Route de Blérancourt Route d'Attichy | 49° 24′ 53″ nord, 3° 00′ 30″ est | « PA00114523 » | Inscrit        | 1949      | Image manquante Téléverser                               |
| Église Saint-Sulpice de Béthancourt-en-Valois            | Béthancourt-en-Valois              |                                      | 49° 17′ 05″ nord, 2° 52′ 41″ est | « PA00114524 » | Inscrit        | 1949      | Église Saint-Sulpice de Béthancourt-en-Valois            |
| Château de la Mothe                                      | Béthisy-Saint-Martin               | Rue de Crépy (RD 123)                | 49° 17′ 33″ nord, 2° 50′ 13″ est | « PA00114525 » | Inscrit        | 1986      | Château de la Mothe                                      |
| Église Saint-Martin de Béthisy-Saint-Martin              | Béthisy-Saint-Martin               |                                      | 49° 17′ 30″ nord, 2° 48′ 36″ est | « PA00114526 » | Classé         | 1931      | Église Saint-Martin de Béthisy-Saint-Martin              |
| Ferme de Sainte-Luce                                     | Béthisy-Saint-Martin               | Sainte-Luce (hameau)                 | 49° 17′ 29″ nord, 2° 47′ 36″ est | « PA00114527 » | Inscrit        | 1949      | Ferme de Sainte-Luce                                     |
| Chambrerie de Béthisy-Saint-Pierre                       | Béthisy-Saint-Pierre               | Rue Esmery                           | 49° 18′ 10″ nord, 2° 48′ 41″ est | « PA60000012 » | Inscrit        | 1998      | Chambrerie de Béthisy-Saint-Pierre                       |
| Château de la Douye                                      | Béthisy-Saint-Pierre               | Rue Jean-Jaurès                      | 49° 18′ 07″ nord, 2° 48′ 26″ est | « PA00114528 » | Inscrit        | 1949      | Château de la Douye                                      |
| Château du Roi Jean                                      | Béthisy-Saint-Pierre               | Rue Jean-Jaurès                      | 49° 18′ 08″ nord, 2° 48′ 29″ est | « PA00114528 » | Inscrit        | 1949      | Château du Roi Jean                                      |
| Église Saint-Pierre de Béthisy-Saint-Pierre              | Béthisy-Saint-Pierre               | Rue Jean-Jaurès                      | 49° 18′ 11″ nord, 2° 48′ 40″ est | « PA00114529 » | Classé Inscrit | 1913 2016 | Église Saint-Pierre de Béthisy-Saint-Pierre              |
| Église Saint-Sulpice-et-Saint-Antoine de Bitry           | Bitry                              | Place de l'Église                    | 49° 24′ 48″ nord, 3° 04′ 42″ est | « PA00114530 » | Classé         | 1912      | Église Saint-Sulpice-et-Saint-Antoine de Bitry           |
| Église Notre-Dame-de-la-Nativité de Blaincourt-lès-Précy | Blaincourt-lès-Précy               | Rue de la Mairie                     | 49° 13′ 24″ nord, 2° 21′ 27″ est | « PA00114531 » | Inscrit        | 1971      | Église Notre-Dame-de-la-Nativité de Blaincourt-lès-Précy |
| Abbaye Notre-Dame de Lieu-Restauré                       | Bonneuil-en-Valois                 |                                      | 49° 15′ 36″ nord, 2° 58′ 57″ est | « PA00114532 » | Classé Inscrit | 1965 2015 | Abbaye Notre-Dame de Lieu-Restauré                       |
| Église Saint-Martin de Bonneuil-en-Valois                | Bonneuil-en-Valois                 |                                      | 49° 17′ 03″ nord, 2° 59′ 26″ est | « PA00114533 » | Classé         | 1913      | Église Saint-Martin de Bonneuil-en-Valois                |
| Château de Boran-sur-Oise                                | Boran-sur-Oise                     |                                      | 49° 10′ 17″ nord, 2° 21′ 41″ est | « PA60000066 » | Inscrit        | 2007      | Château de Boran-sur-Oise                                |
| Église Saint-Vaast de Boran-sur-Oise                     | Boran-sur-Oise                     |                                      | 49° 10′ 02″ nord, 2° 21′ 35″ est | « PA00114534 » | Classé         | 1942      | Église Saint-Vaast de Boran-sur-Oise                     |
| Ferme de Morancy                                         | Boran-sur-Oise                     |                                      | 49° 10′ 55″ nord, 2° 21′ 41″ est | « PA00114535 » | Inscrit        | 1941      | Ferme de Morancy                                         |
| Plage du Lys                                             | Boran-sur-Oise                     | 1 chemin de la Plage                 | 49° 10′ 03″ nord, 2° 22′ 00″ est | « PA60000087 » | Inscrit        | 2014      | Plage du Lys                                             |
| Église Saint-Martin de Borest                            | Borest                             |                                      | 49° 10′ 48″ nord, 2° 40′ 24″ est | « PA00114536 » | Inscrit        | 1930      | Église Saint-Martin de Borest                            |
| Prieuré Sainte-Geneviève de Borest                       | Borest                             |                                      | 49° 10′ 51″ nord, 2° 40′ 03″ est | « PA00114538 » | Inscrit        | 1930      | Prieuré Sainte-Geneviève de Borest                       |
| Queue de Gargantua                                       | Borest                             |                                      | 49° 10′ 54″ nord, 2° 40′ 17″ est | « PA00114537 » | Classé         | 1944      | Queue de Gargantua                                       |
| Église Saint-Pierre-et-Saint-Paul de Bouillancy          | Bouillancy                         | Le Bas Bouillancy                    | 49° 06′ 52″ nord, 2° 55′ 52″ est | « PA00114542 » | Classé         | 2012      | Église Saint-Pierre-et-Saint-Paul de Bouillancy          |
| Église Saint-Étienne de Boullarre                        | Boullarre                          | Rue des Fontaines                    | 49° 07′ 46″ nord, 3° 00′ 19″ est | « PA00114543 » | Inscrit        | 1927      | Église Saint-Étienne de Boullarre                        |
| Église Saint-Pierre de Boursonne                         | Boursonne                          | Rue de l'Église                      | 49° 12′ 06″ nord, 3° 02′ 43″ est | « PA00114544 » | Inscrit        | 1927      | Église Saint-Pierre de Boursonne                         |
| Église Saint-Nicolas de Brétigny                         | Brétigny                           | Place des Tilleuls                   | 49° 34′ 07″ nord, 3° 06′ 38″ est | « PA00114551 » | Classé         | 1920      | Église Saint-Nicolas de Brétigny                         |

### C
| Monument                                                      | Commune                                                               | Adresse                                           | Coordonnées                                       | Notice                                            | Protection                                        | Date                                              | Illustration                                      |
| ------------------------------------------------------------- | --------------------------------------------------------------------- | ------------------------------------------------- | ------------------------------------------------- | ------------------------------------------------- | ------------------------------------------------- | ------------------------------------------------- | ------------------------------------------------- |
| Église Saint-Lucien de Caisnes                                | Caisnes                                                               | Rue de l'Église                                   | 49° 31′ 20″ nord, 3° 04′ 27″ est                  | « PA00114558 »                                    | Classé                                            | 1920                                              | Église Saint-Lucien de Caisnes                    |
| Église Saint-Martin de Cambronne-lès-Ribécourt                | Cambronne-lès-Ribécourt                                               |                                                   | 49° 30′ 25″ nord, 2° 53′ 52″ est                  | « PA00114561 »                                    | Classé                                            | 1920                                              | Église Saint-Martin de Cambronne-lès-Ribécourt    |
| Église Saint-Éloi de Carlepont                                | Carlepont                                                             | Rue du Général de Gaulle                          | 49° 30′ 48″ nord, 3° 01′ 36″ est                  | « PA00114563 »                                    | Inscrit                                           | 1928                                              | Église Saint-Éloi de Carlepont                    |
| Château d'eau                                                 | Chamant                                                               | Route forestière du Dindon                        | 49° 14′ 01″ nord, 2° 35′ 27″ est                  | « PA60000014 »                                    | Inscrit                                           | 1998                                              | Château d'eau                                     |
| Église Notre-Dame de Chamant                                  | Chamant                                                               |                                                   | 49° 13′ 12″ nord, 2° 36′ 48″ est                  | « PA00114572 »                                    | Classé                                            | 1921                                              | Église Notre-Dame de Chamant                      |
| Église Sainte-Foy de Balagny-sur-Aunette                      | Chamant                                                               | Balagny-sur-Aunette                               | 49° 13′ 29″ nord, 2° 38′ 13″ est                  | « PA00114573 »                                    | Inscrit                                           | 1970                                              | Église Sainte-Foy de Balagny-sur-Aunette          |
| Chapelle Saint-Aubin de Chambly                               | Chambly                                                               | 28 rue de Saint-Aubin                             | 49° 09′ 59″ nord, 2° 14′ 36″ est                  | « PA00114574 »                                    | Inscrit                                           | 1927                                              | Chapelle Saint-Aubin de Chambly                   |
| Église Notre-Dame de Chambly                                  | Chambly                                                               |                                                   | 49° 09′ 59″ nord, 2° 14′ 43″ est                  | « PA00114575 »                                    | Classé                                            | 1862                                              | Église Notre-Dame de Chambly                      |
| Immeuble                                                      | Chambly                                                               | 3 rue de la Chevalerie                            | 49° 09′ 56″ nord, 2° 14′ 30″ est                  | « PA00114576 »                                    | Inscrit                                           | 1949                                              | Image manquante Téléverser                        |
| Pavillon Conti                                                | Chambly                                                               | Rue Lapomarède                                    | 49° 09′ 54″ nord, 2° 14′ 28″ est                  | « PA00114577 »                                    | Inscrit                                           | 1952                                              | Pavillon Conti                                    |
| Site archéologique du Marais                                  | Chambly également sur Belle-Église                                    |                                                   | 49° 10′ 54″ nord, 2° 13′ 25″ est                  | « PA60000005 »                                    | Inscrit                                           | 1997                                              | Image manquante Téléverser                        |
| Château de Chantilly et son parc                              | Chantilly, également sur Avilly-Saint-Léonard et Vineuil-Saint-Firmin |                                                   | 49° 11′ 38″ nord, 2° 29′ 09″ est                  | « PA00114578 »                                    | Classé Inscrit                                    | 1988                                              | Château de Chantilly et son parc                  |
| Église Notre-Dame-de-l'Assomption de Chantilly                | Chantilly                                                             | 13 rue du Connétable                              | 49° 11′ 40″ nord, 2° 28′ 44″ est                  | « PA00114579 »                                    | Classé                                            | 1965                                              | Église Notre-Dame-de-l'Assomption de Chantilly    |
| Hippodrome de Chantilly                                       | Chantilly                                                             | Avenue de la plaine des Aigles                    | 49° 11′ 20″ nord, 2° 28′ 28″ est                  | « PA00135574 »                                    | Inscrit                                           | 1995                                              | Hippodrome de Chantilly                           |
| Hôtel Spoelberch de Lovenjoul                                 | Chantilly                                                             | 23 rue du Connétable                              | 49° 11′ 39″ nord, 2° 28′ 36″ est                  | « PA00114976 »                                    | Inscrit                                           | 1989                                              | Hôtel Spoelberch de Lovenjoul                     |
| Pavillon de Manse                                             | Chantilly                                                             | 34 rue des Cascades                               | 49° 11′ 43″ nord, 2° 28′ 02″ est                  | « PA00114581 »                                    | Classé                                            | 1989 2014                                         | Pavillon de Manse                                 |
| Potager des Princes                                           | Chantilly                                                             | 17 rue de la Faisanderie                          | 49° 11′ 46″ nord, 2° 28′ 33″ est                  | « PA00114580 »                                    | Inscrit                                           | 1975                                              | Potager des Princes                               |
| Table                                                         | Chantilly                                                             | RD 924A                                           | 49° 10′ 00″ nord, 2° 30′ 32″ est                  | « PA00114582 »                                    | Inscrit                                           | 1970                                              | Table                                             |
| Église de la Trinité de La Chapelle-en-Serval                 | La Chapelle-en-Serval                                                 | Place de l'Église                                 | 49° 07′ 40″ nord, 2° 32′ 11″ est                  | « PA00114583 »                                    | Inscrit                                           | 1949                                              | Église de la Trinité de La Chapelle-en-Serval     |
| Église Saint-André de Chelles                                 | Chelles                                                               |                                                   | 49° 21′ 12″ nord, 3° 02′ 05″ est                  | « PA00114588 »                                    | Classé                                            | 1862                                              | Église Saint-André de Chelles                     |
| Église Saint-Georges de Chevrières                            | Chevrières                                                            |                                                   | 49° 20′ 49″ nord, 2° 40′ 54″ est                  | « PA00114589 »                                    | Classé                                            | 1920                                              | Église Saint-Georges de Chevrières                |
| Abbaye Notre-Dame d'Ourscamp                                  | Chiry-Ourscamp                                                        | Ourscamp                                          | 49° 32′ 06″ nord, 2° 58′ 24″ est                  | « PA00114590 »                                    | Classé                                            | 1840 1943 2004                                    | Abbaye Notre-Dame d'Ourscamp                      |
| Château Mennechet                                             | Chiry-Ourscamp                                                        | rue du château                                    | 49° 32′ 46″ nord, 2° 56′ 45″ est                  | « PA60000081 »                                    | Inscrit Inscrit                                   | 2011 2011                                         | Château Mennechet                                 |
| Église Notre-Dame de Chiry-Ourscamp                           | Chiry-Ourscamp                                                        | rue de l'Église                                   | 49° 32′ 42″ nord, 2° 56′ 48″ est                  | « PA00114591 »                                    | Classé                                            | 1921                                              | Église Notre-Dame de Chiry-Ourscamp               |
| Église de la Sainte-Trinité de Choisy-au-Bac                  | Choisy-au-Bac                                                         | Rue de l'Aigle                                    | 49° 26′ 12″ nord, 2° 52′ 47″ est                  | « PA00114592 »                                    | Classé                                            | 1920                                              | Église de la Sainte-Trinité de Choisy-au-Bac      |
| Prieuré Saint-Étienne de Choisy-au-Bac                        | Choisy-au-Bac                                                         | 1-5 rue Binder-Mestro                             | 49° 26′ 14″ nord, 2° 52′ 47″ est                  | « PA00114593 »                                    | Inscrit                                           | 1948                                              | Prieuré Saint-Étienne de Choisy-au-Bac            |
| Église Saint-Martin de Cires-lès-Mello                        | Cires-lès-Mello                                                       | Place de l'Église                                 | 49° 16′ 31″ nord, 2° 21′ 36″ est                  | « PA00114595 »                                    | Classé                                            | 1906                                              | Église Saint-Martin de Cires-lès-Mello            |
| Grange dîmière de Cires-lès-Mello                             | Cires-lès-Mello                                                       | Impasse de la Grange aux Dîmes                    | 49° 16′ 34″ nord, 2° 21′ 35″ est                  | « PA00114596 »                                    | Inscrit                                           | 1926                                              | Grange dîmière de Cires-lès-Mello                 |
| Pavillon du Tillet                                            | Cires-lès-Mello                                                       | Grande-rue de Tillet                              | 49° 15′ 31″ nord, 2° 19′ 53″ est                  | « PA60000077 »                                    | Inscrit                                           | 2008                                              | Pavillon du Tillet                                |
| Église Saint-Étienne de Clairoix                              | Clairoix                                                              |                                                   | 49° 26′ 29″ nord, 2° 51′ 01″ est                  | « PA00114597 »                                    | Inscrit                                           | 1926                                              | Église Saint-Étienne de Clairoix                  |
|                                                               | Compiègne                                                             | Voir liste des monuments historiques de Compiègne | Voir liste des monuments historiques de Compiègne | Voir liste des monuments historiques de Compiègne | Voir liste des monuments historiques de Compiègne | Voir liste des monuments historiques de Compiègne | Voir liste des monuments historiques de Compiègne |
| Église Saint-Hilaire de Coudun                                | Coudun                                                                |                                                   | 49° 27′ 39″ nord, 2° 48′ 54″ est                  | « PA00114644 »                                    | Classé                                            | 1924                                              | Église Saint-Hilaire de Coudun                    |
| Église Notre-Dame de Couloisy                                 | Couloisy                                                              |                                                   | 49° 24′ 03″ nord, 3° 01′ 55″ est                  | « PA00114645 »                                    | Classé                                            | 1913                                              | Église Notre-Dame de Couloisy                     |
| Calvaire de l'Abbé Prévost                                    | Courteuil                                                             |                                                   | 49° 11′ 59″ nord, 2° 32′ 03″ est                  | « PA00114647 »                                    | Classé                                            | 1950                                              | Calvaire de l'Abbé Prévost                        |
| Église Saint-Gervais de Courteuil                             | Courteuil                                                             |                                                   | 49° 11′ 55″ nord, 2° 32′ 03″ est                  | « PA00114648 »                                    | Inscrit                                           | 1970                                              | Église Saint-Gervais de Courteuil                 |
| Église Notre-Dame de Courtieux                                | Courtieux                                                             |                                                   | 49° 23′ 18″ nord, 3° 05′ 22″ est                  | « PA00114649 »                                    | Inscrit                                           | 1927                                              | Église Notre-Dame de Courtieux                    |
| Manoir de Courtieux                                           | Courtieux                                                             | Le Prieuré 3 rue Saint-Augustin                   | 49° 23′ 16″ nord, 3° 05′ 23″ est                  | « PA60000054 »                                    | Inscrit                                           | 2003                                              | Manoir de Courtieux                               |
| Château de Coye-la-Forêt                                      | Coye-la-Forêt                                                         |                                                   | 49° 08′ 42″ nord, 2° 28′ 07″ est                  | « PA60000046 »                                    | Inscrit                                           | 2002                                              | Château de Coye-la-Forêt                          |
| Château de la Reine Blanche                                   | Coye-la-Forêt                                                         |                                                   | 49° 09′ 19″ nord, 2° 28′ 46″ est                  | « PA00114650 »                                    | Classé                                            | 1989 2014                                         | Château de la Reine Blanche                       |
| Église Saint-Martin de Cramoisy                               | Cramoisy                                                              |                                                   | 49° 15′ 18″ nord, 2° 24′ 03″ est                  | « PA00114651 »                                    | Classé                                            | 1906                                              | Église Saint-Martin de Cramoisy                   |
| Usine Parvillée                                               | Cramoisy                                                              |                                                   | 49° 15′ 22″ nord, 2° 24′ 13″ est                  | « PA60000047 »                                    | Inscrit                                           | 2002                                              | Usine Parvillée                                   |
| Église Saint-Médard de Creil                                  | Creil                                                                 |                                                   | 49° 15′ 35″ nord, 2° 28′ 35″ est                  | « PA00114653 »                                    | Classé                                            | 1920                                              | Église Saint-Médard de Creil                      |
| Musée Gallé-Juillet                                           | Creil                                                                 |                                                   | 49° 15′ 39″ nord, 2° 28′ 21″ est                  | « PA00114652 »                                    | Classé                                            | 1923                                              | Musée Gallé-Juillet                               |
| Temple de l'amour                                             | Creil                                                                 |                                                   | 49° 15′ 42″ nord, 2° 28′ 31″ est                  | « PA00114654 »                                    | Classé                                            | 1925                                              | Temple de l'amour                                 |
| Prieuré Saint-Arnoul de Crépy-en-Valois                       | Crépy-en-Valois                                                       | Place Saint-Simon                                 | 49° 14′ 18″ nord, 2° 53′ 00″ est                  | « PA00114655 »                                    | Inscrit                                           | 1943 1979                                         | Prieuré Saint-Arnoul de Crépy-en-Valois           |
| Château Saint-Aubin                                           | Crépy-en-Valois                                                       |                                                   | 49° 14′ 12″ nord, 2° 53′ 00″ est                  | « PA00114656 »                                    | Inscrit                                           | 1926                                              | Château Saint-Aubin                               |
| Église Saint-Denis de Crépy-en-Valois                         | Crépy-en-Valois                                                       |                                                   | 49° 14′ 19″ nord, 2° 53′ 04″ est                  | « PA00114658 »                                    | Inscrit                                           | 1977                                              | Église Saint-Denis de Crépy-en-Valois             |
| Église Saint-Martin de Bouillant                              | Crépy-en-Valois                                                       |                                                   | 49° 14′ 11″ nord, 2° 54′ 16″ est                  | « PA00114657 »                                    | Inscrit                                           | 1951                                              | Église Saint-Martin de Bouillant                  |
| Collégiale Saint-Thomas de Crépy-en-Valois                    | Crépy-en-Valois                                                       |                                                   | 49° 14′ 04″ nord, 2° 53′ 24″ est                  | « PA00114659 »                                    | Classé                                            | 1875                                              | Collégiale Saint-Thomas de Crépy-en-Valois        |
| Hôtel d'Orléans                                               | Crépy-en-Valois                                                       | La Ville, 17 rue Jeanne-d'Arc                     | 49° 14′ 10″ nord, 2° 53′ 14″ est                  | « PA00114663 »                                    | Inscrit                                           | 1978                                              | Hôtel d'Orléans                                   |
| Hôtel de la Rose                                              | Crépy-en-Valois                                                       | 11 place Gambetta                                 | 49° 14′ 11″ nord, 2° 53′ 08″ est                  | « PA60000035 »                                    | Inscrit                                           | 2001                                              | Hôtel de la Rose                                  |
| Maison                                                        | Crépy-en-Valois                                                       | 18 rue de la Cloche                               | 49° 14′ 14″ nord, 2° 53′ 12″ est                  | « PA00114660 »                                    | Inscrit                                           | 1978                                              | Maison                                            |
| Maison                                                        | Crépy-en-Valois                                                       | 13 rue du Four 13 rue Alphonse-Cardin             | 49° 14′ 15″ nord, 2° 53′ 07″ est                  | « PA00114661 »                                    | Inscrit                                           | 1933                                              | Maison                                            |
| Maison                                                        | Crépy-en-Valois                                                       | 15 place Gambetta                                 | 49° 14′ 12″ nord, 2° 53′ 07″ est                  | « PA00114662 »                                    | Inscrit                                           | 1933                                              | Maison                                            |
| Maison Le Corandon                                            | Crépy-en-Valois                                                       | Chemin de la Poterne                              | 49° 14′ 16″ nord, 2° 52′ 57″ est                  | « PA00114665 »                                    | Inscrit                                           | 1979                                              | Maison Le Corandon                                |
| Maison (détruite)                                             | Crépy-en-Valois                                                       | 9 rue Nationale                                   | à géolocaliser                                    | « PA00114664 »                                    | Inscrit                                           | 1933                                              | Maison (détruite)                                 |
| Porte de Paris                                                | Crépy-en-Valois                                                       |                                                   | 49° 13′ 57″ nord, 2° 53′ 11″ est                  | « PA00114666 »                                    | Classé                                            | 1951                                              | Porte de Paris                                    |
| Site de Fondmarin                                             | Crépy-en-Valois                                                       | Chemin de la Terrière                             | 49° 14′ 11″ nord, 2° 52′ 56″ est                  | « PA60000052 »                                    | Inscrit                                           | 2003                                              | Site de Fondmarin                                 |
| Église Notre-Dame de Croutoy                                  | Croutoy                                                               | Rue de l'Église                                   | 49° 23′ 08″ nord, 3° 02′ 30″ est                  | « PA00114671 »                                    | Classé                                            | 1920                                              | Église Notre-Dame de Croutoy                      |
| Château de Cuise-la-Motte                                     | Cuise-la-Motte                                                        | 1 rue Saint-Éloi                                  | 49° 23′ 07″ nord, 3° 00′ 32″ est                  | « PA00114672 »                                    | Inscrit                                           | 1986                                              | Château de Cuise-la-Motte                         |
| Église Saint-Martin de Cuise-la-Motte                         | Cuise-la-Motte                                                        | Rue de l'Église                                   | 49° 23′ 08″ nord, 3° 00′ 39″ est                  | « PA00114673 »                                    | Classé                                            | 1913                                              | Église Saint-Martin de Cuise-la-Motte             |
| Monument commémoratif français de la Première Guerre Mondiale | Cuise-la-Motte                                                        | Cimetière                                         | 49° 23′ 08″ nord, 3° 00′ 41″ est                  | « PA60000006 »                                    | Classé                                            | 1998                                              | Image manquante Téléverser                        |

### D
| Monument                    | Commune | Adresse | Coordonnées                      | Notice         | Protection | Date | Illustration                |
| --------------------------- | ------- | ------- | -------------------------------- | -------------- | ---------- | ---- | --------------------------- |
| Église Saint-Pierre de Duvy | Duvy    |         | 49° 14′ 07″ nord, 2° 51′ 31″ est | « PA00114675 » | Inscrit    | 1954 | Église Saint-Pierre de Duvy |

### E
| Monument                                        | Commune                     | Adresse | Coordonnées                      | Notice         | Protection             | Date      | Illustration                                    |
| ----------------------------------------------- | --------------------------- | ------- | -------------------------------- | -------------- | ---------------------- | --------- | ----------------------------------------------- |
| Église Notre-Dame d'Élincourt-Sainte-Marguerite | Élincourt-Sainte-Marguerite |         | 49° 31′ 33″ nord, 2° 48′ 57″ est | « PA00114676 » | Classé                 | 1913      | Église Notre-Dame d'Élincourt-Sainte-Marguerite |
| Église Saint-Léger d'Éméville                   | Éméville                    |         | 49° 16′ 59″ nord, 3° 01′ 43″ est | « PA00114677 » | Classé                 | 1937      | Église Saint-Léger d'Éméville                   |
| Château d'Ermenonville                          | Ermenonville                |         | 49° 07′ 36″ nord, 2° 41′ 35″ est | « PA00114678 » | Inscrit Classé Inscrit | 1930 1989 | Château d'Ermenonville                          |
| Église Saint-Martin d'Ermenonville              | Ermenonville                |         | 49° 07′ 33″ nord, 2° 41′ 53″ est | « PA00114679 » | Classé                 | 1911      | Église Saint-Martin d'Ermenonville              |
| Ermitage de Jean-Jacques Rousseau               | Ermenonville                |         | 49° 07′ 57″ nord, 2° 40′ 59″ est | « PA00114680 » | Inscrit                | 1933      | Image manquante Téléverser                      |
| Église Notre-Dame d'Ève                         | Ève                         |         | 49° 05′ 25″ nord, 2° 42′ 14″ est | « PA00114681 » | Classé                 | 1987      | Église Notre-Dame d'Ève                         |

### F
| Monument                                       | Commune            | Adresse              | Coordonnées                      | Notice         | Protection | Date      | Illustration                                   |
| ---------------------------------------------- | ------------------ | -------------------- | -------------------------------- | -------------- | ---------- | --------- | ---------------------------------------------- |
| Château du Fayel                               | Le Fayel           |                      | 49° 22′ 11″ nord, 2° 41′ 48″ est | « PA00114683 » | Inscrit    | 1947 1980 | Château du Fayel                               |
| Église Notre-Dame de Morcourt                  | Feigneux           |                      | 49° 16′ 10″ nord, 2° 54′ 00″ est | « PA00114684 » | Inscrit    | 1927      | Église Notre-Dame de Morcourt                  |
| Grotte sépulcrale de Feigneux                  | Feigneux           | Rue du Larris Goguet | 49° 15′ 27″ nord, 2° 55′ 58″ est | « PA00114685 » | Classé     | 1970      | Image manquante Téléverser                     |
| Église Saint-Jacques-Saint-Gilles de Fleurines | Fleurines          | Rue de l'Église      | 49° 15′ 34″ nord, 2° 35′ 03″ est | « PA00114688 » | Inscrit    | 1978      | Église Saint-Jacques-Saint-Gilles de Fleurines |
| Prieuré Saint-Christophe-en-Halatte église     | Fleurines          | Rue du Prieuré       | 49° 15′ 37″ nord, 2° 35′ 52″ est | « PA00114689 » | Classé     | 1923      | Prieuré Saint-Christophe-en-Halatteéglise      |
| Abbaye de Chaalis                              | Fontaine-Chaalis   |                      | 49° 08′ 51″ nord, 2° 41′ 12″ est | « PA00114690 » | Classé     | 1965      | Abbaye de Chaalis                              |
| Grange de la ferme de Fourcheret charpente     | Fontaine-Chaalis   |                      | 49° 11′ 33″ nord, 2° 41′ 58″ est | « PA00114691 » | Classé     | 1999      | Grange de la ferme de Fourcheretcharpente      |
| Église Saint-Denis de Foulangues               | Foulangues         |                      | 49° 16′ 33″ nord, 2° 18′ 55″ est | « PA00114694 » | Classé     | 1906      | Église Saint-Denis de Foulangues               |
| Sucrerie de Francières                         | Francières         |                      | 49° 27′ 11″ nord, 2° 39′ 13″ est | « PA60000026 » | Inscrit    | 1999      | Sucrerie de Francières                         |
| Église Saint-Jean-l'Évangéliste du Luat        | Fresnoy-le-Luat    | Le Luat              | 49° 12′ 48″ nord, 2° 46′ 50″ est | « PA00114701 » | Inscrit    | 1928      | Église Saint-Jean-l'Évangéliste du Luat        |
| Église Saint-Martin de Fresnoy clocher         | Fresnoy-le-Luat    | Fresnoy              | 49° 12′ 37″ nord, 2° 46′ 09″ est | « PA00114700 » | Inscrit    | 1928      | Église Saint-Martin de Fresnoyclocher          |
| Église Notre-Dame de Pondron                   | Fresnoy-la-Rivière | Pondron              | 49° 16′ 43″ nord, 2° 56′ 40″ est | « PA00114699 » | Classé     | 1920      | Église Notre-Dame de Pondron                   |
| Église Saint-Denis de Fresnoy-la-Rivière       | Fresnoy-la-Rivière |                      | 49° 16′ 58″ nord, 2° 54′ 59″ est | « PA00114698 » | Classé     | 1920      | Église Saint-Denis de Fresnoy-la-Rivière       |

### G
| Monument                                    | Commune            | Adresse      | Coordonnées                      | Notice         | Protection | Date | Illustration                                |
| ------------------------------------------- | ------------------ | ------------ | -------------------------------- | -------------- | ---------- | ---- | ------------------------------------------- |
| Église Saint-Martin de Gilocourt            | Gilocourt          |              | 49° 17′ 33″ nord, 2° 52′ 57″ est | « PA00114703 » | Inscrit    | 1948 | Église Saint-Martin de Gilocourt            |
| Église Sainte-Marguerite de Glaignes        | Glaignes           |              | 49° 16′ 10″ nord, 2° 50′ 51″ est | « PA00114704 » | Classé     | 1913 | Église Sainte-Marguerite de Glaignes        |
| Monument funéraire de Madame Jarry de Nancy | Gournay-sur-Aronde | La Demi-Lune | 49° 29′ 45″ nord, 2° 40′ 38″ est | « PA00114705 » | Inscrit    | 1949 | Monument funéraire de Madame Jarry de Nancy |
| Château des Fontaines                       | Gouvieux           |              | 49° 11′ 24″ nord, 2° 27′ 00″ est | « PA60000025 » | Inscrit    | 1999 | Château des Fontaines                       |
| Église Sainte-Geneviève de Gouvieux         | Gouvieux           |              | 49° 11′ 23″ nord, 2° 24′ 56″ est | « PA00114706 » | Inscrit    | 1988 | Église Sainte-Geneviève de Gouvieux         |
| Église Saint-Médard de Grandrû              | Grandrû            |              | 49° 36′ 18″ nord, 3° 05′ 08″ est | « PA00114707 » | Classé     | 1920 | Image manquante Téléverser                  |
| Chapelle funéraire de la famille de Berny   | Guiscard           |              | 49° 39′ 39″ nord, 2° 02′ 47″ est | « PA60000030 » | Inscrit    | 2000 | Image manquante Téléverser                  |

### H
| Monument                            | Commune       | Adresse | Coordonnées                      | Notice         | Protection | Date | Illustration                        |
| ----------------------------------- | ------------- | ------- | -------------------------------- | -------------- | ---------- | ---- | ----------------------------------- |
| Église Saint-Siméon d'Hautefontaine | Hautefontaine |         | 49° 21′ 55″ nord, 3° 03′ 50″ est | « PA00114711 » | Classé     | 1920 | Église Saint-Siméon d'Hautefontaine |

### I
| Monument                | Commune | Adresse | Coordonnées                      | Notice         | Protection | Date | Illustration           |
| ----------------------- | ------- | ------- | -------------------------------- | -------------- | ---------- | ---- | ---------------------- |
| Château d'Ivors portail | Ivors   |         | 49° 12′ 03″ nord, 3° 00′ 49″ est | « PA00114718 » | Classé     | 1977 | Château d'Ivorsportail |

### J
| Monument                                                           | Commune    | Adresse | Coordonnées                      | Notice         | Protection | Date | Illustration                       |
| ------------------------------------------------------------------ | ---------- | ------- | -------------------------------- | -------------- | ---------- | ---- | ---------------------------------- |
| Château de l'Ortois temple, enceinte, tourelle, fabrique de jardin | Jaulzy     |         | 49° 23′ 39″ nord, 3° 03′ 41″ est | « PA60000055 » | Inscrit    | 2004 | Image manquante Téléverser         |
| Église Saint-Martin de Jaulzy                                      | Jaulzy     |         | 49° 23′ 35″ nord, 3° 03′ 41″ est | « PA00114719 » | Classé     | 1920 | Image manquante Téléverser         |
| Église Saint-Pierre de Jaux                                        | Jaux       |         | 49° 23′ 16″ nord, 2° 46′ 36″ est | « PA00114720 » | Classé     | 1921 | Église Saint-Pierre de Jaux        |
| Église Saint-Nicolas de Jonquières                                 | Jonquières |         | 49° 23′ 23″ nord, 2° 43′ 43″ est | « PA00114721 » | Classé     | 1920 | Église Saint-Nicolas de Jonquières |

### L
| Monument                                | Commune               | Adresse                    | Coordonnées                      | Notice         | Protection | Date             | Illustration                  |
| --------------------------------------- | --------------------- | -------------------------- | -------------------------------- | -------------- | ---------- | ---------------- | ----------------------------- |
| Église Notre-Dame de Lachelle           | Lachelle              |                            | 49° 26′ 42″ nord, 2° 43′ 58″ est | « PA00114723 » | Inscrit    | 1949             | Église Notre-Dame de Lachelle |
| Château d'Annel                         | Longueil-Annel        | Rue Devin de Gravillé      | 49° 27′ 41″ nord, 2° 50′ 40″ est | « PA60000099 » | Inscrit    | 19 novembre 2018 | Image manquante Téléverser    |
| Porte                                   | Longueil-Sainte-Marie | Place du Général-de-Gaulle | 49° 21′ 28″ nord, 2° 43′ 03″ est | « PA00114731 » | Inscrit    | 1949             | Porte                         |
| Site archéologique de la Butte de Rhuis | Longueil-Sainte-Marie |                            | 49° 19′ 11″ nord, 2° 41′ 23″ est | « PA00125664 » | Inscrit    | 1993             | Image manquante Téléverser    |

### M
| Monument                                           | Commune                  | Adresse                  | Coordonnées                      | Notice         | Protection     | Date           | Illustration                                       |
| -------------------------------------------------- | ------------------------ | ------------------------ | -------------------------------- | -------------- | -------------- | -------------- | -------------------------------------------------- |
| Église Saint-Éloi de Mareuil-la-Motte              | Mareuil-la-Motte         | Rue de l'Église          | 49° 32′ 36″ nord, 2° 47′ 09″ est | « PA00114738 » | Classé         | 1919           | Église Saint-Éloi de Mareuil-la-Motte              |
| Église Saint-Martin de Mareuil-sur-Ourcq           | Mareuil-sur-Ourcq        |                          | 49° 08′ 23″ nord, 3° 04′ 43″ est | « PA00114739 » | Classé         | 1922           | Église Saint-Martin de Mareuil-sur-Ourcq           |
| Église Sainte-Jeanne-d'Arc de Margny-lès-Compiègne | Margny-lès-Compiègne     | Avenue Octave Butin      | 49° 25′ 28″ nord, 2° 49′ 06″ est | « PA60000095 » | Inscrit        | 2016           | Image manquante Téléverser                         |
| Ferme seigneuriale                                 | Margny-lès-Compiègne     |                          | à géolocaliser                   | « PA60000093 » | Inscrit        | 2015           | Image manquante Téléverser                         |
| Quai des Déportés                                  | Margny-lès-Compiègne     | Gare de Compiègne        | 49° 25′ 21″ nord, 2° 49′ 28″ est | « PA60000024 » | Classé         | 2001           | Quai des Déportés                                  |
| Église Saint-Vaast de Margny-sur-Matz              | Margny-sur-Matz          | Grande Rue               | 49° 31′ 16″ nord, 2° 46′ 42″ est | « PA00114740 » | Inscrit        | 1970           | Image manquante Téléverser                         |
| Église Sainte-Geneviève de Marolles                | Marolles                 | Rue de l'Église          | 49° 10′ 14″ nord, 3° 06′ 16″ est | « PA00114741 » | Classé         | 1920           | Église Sainte-Geneviève de Marolles                |
| Châteaux de Mello                                  | Mello                    |                          | 49° 16′ 17″ nord, 2° 22′ 03″ est | « PA00114742 » | Inscrit        | 1989           | Châteaux de Mello                                  |
| Collégiale Notre-Dame de Mello                     | Mello                    | Place de l'Église        | 49° 16′ 22″ nord, 2° 21′ 50″ est | « PA00114743 » | Classé         | 1921           | Collégiale Notre-Dame de Mello                     |
| Maison Renaissance                                 | Mello                    | Place du Jeu-d'Arc       | 49° 16′ 20″ nord, 2° 22′ 00″ est | « PA00114744 » | Inscrit        | 1927           | Maison Renaissance                                 |
| Église Saint-Michel du Mesnil-en-Thelle            | Le Mesnil-en-Thelle      | Rue de la Libération     | 49° 10′ 43″ nord, 2° 17′ 10″ est | « PA00114746 » | Classé         | 1966           | Église Saint-Michel du Mesnil-en-Thelle            |
| Château du Meux                                    | Le Meux                  |                          | 49° 21′ 57″ nord, 2° 44′ 47″ est | « PA00114747 » | Inscrit        | 1977           | Château du Meux                                    |
| Église Saint-Martin de Monchy-Humières             | Monchy-Humières          | Rue de Gournay           | 49° 28′ 11″ nord, 2° 44′ 50″ est | « PA00114749 » | Classé         | 1920           | Image manquante Téléverser                         |
| Église Sainte-Félicité de Montagny-Sainte-Félicité | Montagny-Sainte-Félicité |                          | 49° 07′ 32″ nord, 2° 44′ 33″ est | « PA00114751 » | Classé         | 1862           | Église Sainte-Félicité de Montagny-Sainte-Félicité |
| Collégiale Notre-Dame de Montataire                | Montataire               |                          | 49° 15′ 25″ nord, 2° 26′ 35″ est | « PA00114752 » | Classé         | 1862           | Collégiale Notre-Dame de Montataire                |
| Château de Montépilloy                             | Montépilloy              |                          | 49° 12′ 37″ nord, 2° 41′ 59″ est | « PA00114753 » | Classé         | 1963           | Château de Montépilloy                             |
| Église Saint-Jean-Baptiste de Montépilloy          | Montépilloy              |                          | 49° 12′ 32″ nord, 2° 41′ 56″ est | « PA00114754 » | Inscrit        | 1971           | Église Saint-Jean-Baptiste de Montépilloy          |
| Château de Mont-l'Évêque                           | Mont-l'Évêque            |                          | 49° 11′ 37″ nord, 2° 37′ 47″ est | « PA00114977 » | Inscrit        | 1989           | Château de Mont-l'Évêque                           |
| Église Saint-Germain de Mont-l'Évêque              | Mont-l'Évêque            |                          | 49° 11′ 43″ nord, 2° 37′ 51″ est | « PA00114758 » | Inscrit        | 1963           | Église Saint-Germain de Mont-l'Évêque              |
| Abbaye Notre-Dame de Morienval                     | Morienval                |                          | 49° 17′ 54″ nord, 2° 55′ 20″ est | « PA00114760 » | Classé Inscrit | 1840 1927 1984 | Abbaye Notre-Dame de Morienval                     |
| Prieuré Saint-Nicolas de Courson                   | Morienval                |                          | 49° 20′ 07″ nord, 2° 55′ 08″ est | « PA00114761 » | Classé         | 1905           | Prieuré Saint-Nicolas de Courson                   |
| Château de Mortefontaine                           | Mortefontaine            |                          | 49° 06′ 36″ nord, 2° 36′ 13″ est | « PA60000057 » | Inscrit        | 2004           | Château de Mortefontaine                           |
| Château de Vallière                                | Mortefontaine            |                          | 49° 07′ 23″ nord, 2° 36′ 44″ est | « PA00114762 » | Inscrit        | 1975           | Château de Vallière                                |
| Fontaine de Mortefontaine                          | Mortefontaine            |                          | 49° 06′ 38″ nord, 2° 36′ 06″ est | « PA00114763 » | Classé         | 1946           | Fontaine de Mortefontaine                          |
| Butte des Zouaves                                  | Moulin-sous-Touvent      |                          | 49° 29′ 12″ nord, 3° 02′ 55″ est | « PA60000049 » | Inscrit        | 2002           | Image manquante Téléverser                         |
| Église Saint-Médard de Moulin-sous-Touvent         | Moulin-sous-Touvent      | Rue du Général Collardet | 49° 27′ 20″ nord, 3° 04′ 17″ est | « PA00114764 » | Classé         | 1920           | Image manquante Téléverser                         |

### N
| Monument                                                    | Commune              | Adresse                             | Coordonnées                      | Notice         | Protection     | Date           | Illustration                                                |
| ----------------------------------------------------------- | -------------------- | ----------------------------------- | -------------------------------- | -------------- | -------------- | -------------- | ----------------------------------------------------------- |
| Abri du Kronprinz                                           | Nampcel              |                                     | 49° 28′ 58″ nord, 3° 05′ 42″ est | « PA60000023 » | Inscrit        | 1999           | Image manquante Téléverser                                  |
| Prieuré de Bellefontaine                                    | Nampcel              |                                     | 49° 30′ 45″ nord, 3° 04′ 51″ est | « PA00114766 » | Classé         | 1894           | Image manquante Téléverser                                  |
| Ancien château de Nanteuil-le-Haudouin                      | Nanteuil-le-Haudouin | Rue des Épinettes Rue des Pavillons | 49° 08′ 21″ nord, 2° 48′ 19″ est | « PA00114767 » | Inscrit        | 1950           | Image manquante Téléverser                                  |
| Église Saint-Pierre de Nanteuil-le-Haudouin                 | Nanteuil-le-Haudouin |                                     | 49° 08′ 22″ nord, 2° 48′ 44″ est | « PA00114768 » | Classé Inscrit | 1908 1966      | Église Saint-Pierre de Nanteuil-le-Haudouin                 |
| Église Saint-Martin de Néry                                 | Néry                 |                                     | 49° 16′ 55″ nord, 2° 46′ 49″ est | « PA00114769 » | Inscrit        | 1949           | Église Saint-Martin de Néry                                 |
| Ferme de Néry                                               | Néry                 | Place de l'Église                   | 49° 16′ 55″ nord, 2° 46′ 46″ est | « PA00114770 » | Inscrit        | 1949           | Ferme de Néry                                               |
| Ferme de Néry                                               | Néry                 | Place de l'Église                   | 49° 16′ 53″ nord, 2° 46′ 48″ est | « PA00114771 » | Inscrit        | 1950           | Ferme de Néry                                               |
| Manoir de Huleux                                            | Néry                 |                                     | 49° 15′ 34″ nord, 2° 45′ 22″ est | « PA00114772 » | Classé         | 1971           | Manoir de Huleux                                            |
| Église Saint-Denis de Neuilly-en-Thelle                     | Neuilly-en-Thelle    |                                     | 49° 13′ 28″ nord, 2° 17′ 04″ est | « PA00114773 » | Classé         | 1930           | Église Saint-Denis de Neuilly-en-Thelle                     |
| Château de Sarcus                                           | Nogent-sur-Oise      |                                     | 49° 16′ 15″ nord, 2° 28′ 00″ est | « PA00114780 » | Inscrit        | 1929           | Château de Sarcus                                           |
| Croix des Vierges                                           | Nogent-sur-Oise      |                                     | 49° 16′ 45″ nord, 2° 28′ 22″ est | « PA00114781 » | Inscrit        | 1927           | Croix des Vierges                                           |
| Église Sainte-Maure-et-Sainte-Brigide de Nogent-sur-Oise    | Nogent-sur-Oise      | Nogent-les-Vierges                  | 49° 16′ 48″ nord, 2° 28′ 31″ est | « PA00114782 » | Classé         | 1846           | Église Sainte-Maure-et-Sainte-Brigide de Nogent-sur-Oise    |
| Cathédrale Notre-Dame de Noyon                              | Noyon                |                                     | 49° 34′ 56″ nord, 3° 00′ 02″ est | « PA00114786 » | Classé         | 1840 1862 1889 | Cathédrale Notre-Dame de Noyon                              |
| Ancienne église de la Madeleine de Noyon                    | Noyon                | 3 rue Saint-Antoine                 | 49° 34′ 57″ nord, 2° 59′ 57″ est | « PA60000009 » | Inscrit        | 1996           | Ancienne église de la Madeleine de Noyon                    |
| Fontaine de Noyon                                           | Noyon                | Place Bertrand Labarre              | 49° 34′ 50″ nord, 3° 00′ 00″ est | « PA00114788 » | Classé         | 1924           | Fontaine de Noyon                                           |
| Hôtel Arnette de la Charlonny                               | Noyon                | 19 rue de Paris                     | 49° 34′ 49″ nord, 2° 59′ 51″ est | « PA00114789 » | Inscrit        | 1951           | Hôtel Arnette de la Charlonny                               |
| Hôtel de ville de Noyon                                     | Noyon                | Place de l'Hôtel-de-Ville           | 49° 34′ 49″ nord, 3° 00′ 02″ est | « PA60000019 » | Classé         | 2004           | Hôtel de ville de Noyon                                     |
| Hôtel-Dieu de Noyon                                         | Noyon                | 7 rue de l'Hôtel-Dieu               | 49° 34′ 57″ nord, 2° 59′ 57″ est | « PA00114790 » | Classé         | 1927           | Image manquante Téléverser                                  |
| Immeuble                                                    | Noyon                | 9 rue Saint-Éloi                    | 49° 34′ 52″ nord, 3° 00′ 05″ est | « PA00114791 » | Inscrit        | 1943           | Immeuble                                                    |
| Maisons canoniales de Noyon                                 | Noyon                | 2 au 9 parvis Notre-Dame            | 49° 34′ 57″ nord, 2° 59′ 59″ est | « PA00114792 » | Classé Inscrit | 1943 2007      | Maisons canoniales de Noyon                                 |
| Palais épiscopal de Noyon (actuellement musée du Noyonnais) | Noyon                | 7 rue de l'Évêché                   | 49° 34′ 54″ nord, 3° 00′ 02″ est | « PA00114787 » | Classé         | 1886           | Palais épiscopal de Noyon (actuellement musée du Noyonnais) |

### O
| Monument                                              | Commune       | Adresse                | Coordonnées                      | Notice         | Protection | Date | Illustration                                         |
| ----------------------------------------------------- | ------------- | ---------------------- | -------------------------------- | -------------- | ---------- | ---- | ---------------------------------------------------- |
| Château d'Ognon                                       | Ognon         |                        | 49° 14′ 16″ nord, 2° 38′ 31″ est | « PA00114982 » | Inscrit    | 1990 | Château d'Ognon                                      |
| Église Saint-Martin d'Ognon                           | Ognon         |                        | 49° 14′ 11″ nord, 2° 38′ 39″ est | « PA00114793 » | Inscrit    | 1970 | Église Saint-Martin d'Ognon                          |
| Temple gallo-romain de la forêt d'Halatte             | Ognon         |                        | 49° 14′ 32″ nord, 2° 37′ 33″ est | « PA60000072 » | Inscrit    | 2007 | Temple gallo-romain de la forêt d'Halatte            |
| Église Saint-Martin d'Ormoy-Villers                   | Ormoy-Villers |                        | 49° 11′ 50″ nord, 2° 50′ 28″ est | « PA00114794 » | Inscrit    | 1970 | Église Saint-Martin d'Ormoy-Villers                  |
| Catacombes de Champlieu                               | Orrouy        | Champlieu              | 49° 18′ 18″ nord, 2° 50′ 48″ est | « PA00114798 » | Inscrit    | 1965 | Image manquante Téléverser                           |
| Champlieu temple, théâtre, thermes                    | Orrouy        |                        | 49° 18′ 33″ nord, 2° 51′ 15″ est | « PA00114797 » | Classé     | 1846 | Champlieutemple, théâtre, thermes                    |
| Église Notre-Dame-de-la-Nativité de Champlieu         | Orrouy        | Champlieu              | 49° 18′ 23″ nord, 2° 50′ 49″ est | « PA00114795 » | Classé     | 1923 | Église Notre-Dame-de-la-Nativité de Champlieu        |
| Château d'Orrouy enclos, escalier, élévation, toiture | Orrouy        |                        | 49° 17′ 34″ nord, 2° 51′ 33″ est | « PA00114978 » | Inscrit    | 1989 | Château d'Orrouyenclos, escalier, élévation, toiture |
| Église Saint-Rémi d'Orrouy                            | Orrouy        |                        | 49° 17′ 24″ nord, 2° 51′ 22″ est | « PA00114796 » | Classé     | 1920 | Église Saint-Rémi d'Orrouy                           |
| Galerie Hazard                                        | Orrouy        | 30, rue de Montlaville | 49° 17′ 20″ nord, 2° 51′ 16″ est |                | Inscrit    | 2019 | Image manquante Téléverser                           |
| Église Notre-Dame d'Orry-la-Ville                     | Orry-la-Ville |                        | 49° 07′ 54″ nord, 2° 30′ 45″ est | « PA00114799 » | Inscrit    | 1970 | Église Notre-Dame d'Orry-la-Ville                    |
| Grange de Commelles four                              | Orry-la-Ville |                        | 49° 09′ 18″ nord, 2° 30′ 26″ est | « PA00114800 » | Classé     | 1914 | Grange de Commellesfour                              |

### P
| Monument                                            | Commune              | Adresse                                                                     | Coordonnées                      | Notice         | Protection     | Date           | Illustration                                        |
| --------------------------------------------------- | -------------------- | --------------------------------------------------------------------------- | -------------------------------- | -------------- | -------------- | -------------- | --------------------------------------------------- |
| Château de Pierrefonds                              | Pierrefonds          |                                                                             | 49° 20′ 49″ nord, 2° 58′ 49″ est | « PA00114803 » | Classé         | 1862           | Château de Pierrefonds                              |
| Domaine du Bois d'Haucourt                          | Pierrefonds          | entre la RD 85 et la rue du Bois-d'Haucourt                                 | 49° 20′ 44″ nord, 2° 57′ 35″ est | « PA60000058 » | Inscrit        | 2004           | Image manquante Téléverser                          |
| Église Saint-Sulpice de Pierrefonds                 | Pierrefonds          |                                                                             | 49° 20′ 48″ nord, 2° 58′ 32″ est | « PA00114804 » | Classé         | 1920           | Église Saint-Sulpice de Pierrefonds                 |
| Gare de Pierrefonds                                 | Pierrefonds          |                                                                             | 49° 20′ 56″ nord, 2° 58′ 18″ est | « PA00114805 » | Inscrit        | 1977           | Gare de Pierrefonds                                 |
| Prieuré de la Verrue Chapelle, pigeonnier           | Pimprez              |                                                                             | 49° 29′ 39″ nord, 2° 56′ 24″ est | « PA00114806 » | Inscrit        | 1946           | Image manquante Téléverser                          |
| Église Saint-Martin de Plailly                      | Plailly              |                                                                             | 49° 06′ 10″ nord, 2° 35′ 04″ est | « PA00114807 » | Classé         | 1862           | Église Saint-Martin de Plailly                      |
| Fontaine de Plailly                                 | Plailly              | Place de l'Église                                                           | 49° 06′ 11″ nord, 2° 35′ 05″ est | « PA00114808 » | Inscrit        | 1970           | Fontaine de Plailly                                 |
| Château du Plessis-Brion                            | Le Plessis-Brion     | 2 rue de l'Église                                                           | 49° 28′ 03″ nord, 2° 53′ 34″ est | « PA00114811 » | Inscrit Classé | 1946 1991      | Château du Plessis-Brion                            |
| Église Saint-Jean-Baptiste de Plessis-de-Roye       | Plessis-de-Roye      | Rue de Sanvic                                                               | 49° 34′ 43″ nord, 2° 49′ 50″ est | « PA00114812 » | Classé         | 1913           | Église Saint-Jean-Baptiste de Plessis-de-Roye       |
| Château de Pontarmé                                 | Pontarmé             |                                                                             | 49° 09′ 20″ nord, 2° 32′ 56″ est | « PA00114814 » | Inscrit        | 1986           | Château de Pontarmé                                 |
| Abbaye Saint-Jean-Baptiste du Moncel                | Pontpoint            |                                                                             | 49° 18′ 07″ nord, 2° 36′ 52″ est | « PA00114815 » | Classé Inscrit | 1920 1930 1988 | Abbaye Saint-Jean-Baptiste du Moncel                |
| Fontaine couverte de l'abbaye du Moncel             | Pontpoint            |                                                                             | 49° 18′ 09″ nord, 2° 36′ 51″ est | « PA00114819 » | Inscrit        | 1933           | Fontaine couverte de l'abbaye du Moncel             |
| Église Saint-Gervais de Pontpoint                   | Pontpoint            |                                                                             | 49° 17′ 59″ nord, 2° 38′ 24″ est | « PA00114816 » | Classé         | 1902           | Église Saint-Gervais de Pontpoint                   |
| Église Saint-Pierre de Pontpoint                    | Pontpoint            | 451 rue de Vieille-Église                                                   | 49° 17′ 47″ nord, 2° 39′ 22″ est | « PA60000041 » | Inscrit        | 2001           | Église Saint-Pierre de Pontpoint                    |
| Manoir de Saint-Paterne                             | Pontpoint            |                                                                             | 49° 18′ 00″ nord, 2° 37′ 55″ est | « PA00114817 » | Classé         | 1921           | Manoir de Saint-Paterne                             |
| Barrage mobile Derôme                               | Pont-Sainte-Maxence  | Sarron                                                                      | 49° 18′ 27″ nord, 2° 37′ 13″ est | « PA60000088 » | Inscrit        | 2014           | Image manquante Téléverser                          |
| Église Sainte-Maxence de Pont-Sainte-Maxence        | Pont-Sainte-Maxence  |                                                                             | 49° 18′ 01″ nord, 2° 36′ 22″ est | « PA00114818 » | Classé         | 1921           | Église Sainte-Maxence de Pont-Sainte-Maxence        |
| Église Saint-Front de Sarron                        | Pont-Sainte-Maxence  | Sarron                                                                      | 49° 18′ 58″ nord, 2° 37′ 19″ est | « PA00135575 » | Inscrit        | 1995           | Église Saint-Front de Sarron                        |
| Site néolithique de Pont-Sainte-Maxence             | Pont-Sainte-Maxence  | Le Poirier Le Jonquoire Le Pont de Pierre Ferme de l'Evêché Île aux Prêtres | 49° 19′ 34″ nord, 2° 38′ 02″ est | « PA60000011 » | Inscrit        | 1998           | Image manquante Téléverser                          |
| Église Saint-Pierre et Saint-Paul de Précy-sur-Oise | Précy-sur-Oise       |                                                                             | 49° 12′ 12″ nord, 2° 22′ 08″ est | « PA00114820 » | Inscrit        | 1950           | Église Saint-Pierre et Saint-Paul de Précy-sur-Oise |
| Château de Puiseux-le-Hauberger                     | Puiseux-le-Hauberger | Rue Grande Rue                                                              | 49° 13′ 03″ nord, 2° 14′ 08″ est | « PA00114823 » | Inscrit        | 1986           | Château de Puiseux-le-Hauberger                     |

### Q
| Monument                      | Commune | Adresse | Coordonnées                      | Notice         | Protection | Date | Illustration               |
| ----------------------------- | ------- | ------- | -------------------------------- | -------------- | ---------- | ---- | -------------------------- |
| Église Saint-Médard de Quesmy | Quesmy  |         | 49° 38′ 06″ nord, 3° 03′ 46″ est | « PA00114824 » | Classé     | 1912 | Image manquante Téléverser |

### R
| Monument                                       | Commune          | Adresse                | Coordonnées                      | Notice         | Protection            | Date                | Illustration                                |
| ---------------------------------------------- | ---------------- | ---------------------- | -------------------------------- | -------------- | --------------------- | ------------------- | ------------------------------------------- |
| Château de Raray                               | Raray            |                        | 49° 15′ 38″ nord, 2° 42′ 43″ est | « PA00114826 » | Classé Inscrit Classé | 1924 1949 1967 1983 | Château de Raray                            |
| Église Saint-Nicolas de Raray                  | Raray            |                        | 49° 15′ 37″ nord, 2° 42′ 47″ est | « PA00114827 » | Classé                | 1921                | Église Saint-Nicolas de Raray               |
| Presbytère de Raray portail                    | Raray            |                        | 49° 15′ 36″ nord, 2° 42′ 47″ est | « PA00114828 » | Inscrit               | 1988                | Presbytère de Rarayportail                  |
| Église Saint-Denis de Remy                     | Remy             |                        | 49° 26′ 30″ nord, 2° 42′ 36″ est | « PA00114833 » | Classé                | 1920                | Église Saint-Denis de Remy                  |
| Église Saint-Pierre de Ressons-sur-Matz        | Ressons-sur-Matz | Rue de l'Église        | 49° 32′ 27″ nord, 2° 44′ 45″ est | « PA00114834 » | Classé                | 1912                | Image manquante Téléverser                  |
| Église Saint-Pierre-et-Saint-Paul de Rethondes | Rethondes        | Rue Paul Arnoult       | 49° 24′ 59″ nord, 2° 56′ 23″ est | « PA00114835 » | Inscrit               | 1927                | Image manquante Téléverser                  |
| Maison                                         | Rethondes        | 10 rue Georges-Bernard | 49° 25′ 00″ nord, 2° 56′ 33″ est | « PA00114996 » | Inscrit               | 1992                | Image manquante Téléverser                  |
| Ancien Prieuré de Rethondes                    | Rethondes        | 2 rue Paul Arnoult     | 49° 24′ 57″ nord, 2° 56′ 21″ est | « PA60000086 » | Inscrit               | 2013                | Image manquante Téléverser                  |
| Demoiselle de Rhuis                            | Rhuis            | Les Fortes Terres      | 49° 18′ 46″ nord, 2° 42′ 13″ est | « PA00114838 » | Inscrit               | 1982                | Demoiselle de Rhuis                         |
| Église Saint-Gervais-Saint-Protais de Rhuis    | Rhuis            |                        | 49° 18′ 26″ nord, 2° 41′ 45″ est | « PA00114837 » | Classé                | 1894                | Église Saint-Gervais-Saint-Protais de Rhuis |
| Église Saint-Wandrille de Rivecourt            | Rivecourt        |                        | 49° 20′ 56″ nord, 2° 44′ 10″ est | « PA00114840 » | Inscrit               | 1945                | Église Saint-Wandrille de Rivecourt         |
| Château de Roberval                            | Roberval         |                        | 49° 17′ 25″ nord, 2° 41′ 19″ est | « PA00125665 » | Inscrit               | 1993                | Château de Roberval                         |
| Église Saint-Remy de Roberval                  | Roberval         |                        | 49° 17′ 25″ nord, 2° 41′ 19″ est | « PA00114841 » | Inscrit               | 1933                | Église Saint-Remy de Roberval               |
| Croix de cimetière de Rocquemont               | Rocquemont       |                        | 49° 15′ 31″ nord, 2° 49′ 18″ est | « PA60000073 » | Inscrit               | 2007                | Croix de cimetière de Rocquemont            |
| Église Saint-Laurent de Rocquemont             | Rocquemont       |                        | 49° 15′ 32″ nord, 2° 49′ 18″ est | « PA00114842 » | Inscrit               | 1951                | Église Saint-Laurent de Rocquemont          |
| Église Saint-Martin de Roye-sur-Matz           | Roye-sur-Matz    | Rue de l'Église        | 49° 35′ 37″ nord, 2° 46′ 24″ est | « PA00114845 » | Classé                | 1913                | Image manquante Téléverser                  |
| Église Saint-Georges de Bray                   | Rully            | Bray                   | 49° 14′ 11″ nord, 2° 41′ 20″ est | « PA00114848 » | Inscrit               | 1951                | Église Saint-Georges de Bray                |
| Église Notre-Dame-et-Saint-Rieul de Rully      | Rully            | Place de l'Église      | 49° 14′ 02″ nord, 2° 43′ 43″ est | « PA00114847 » | Classé                | 1862                | Église Notre-Dame-et-Saint-Rieul de Rully   |
| Prieuré Saint-Victor de Bray                   | Rully            |                        | 49° 14′ 16″ nord, 2° 41′ 38″ est | « PA00114849 » | Inscrit Classé        | 1926 1943           | Prieuré Saint-Victor de Bray                |
| Église Saint-Laurent de Bémont                 | Russy-Bémont     | Rue de l'Église Bémont | 49° 15′ 33″ nord, 2° 58′ 07″ est | « PA00114850 » | Inscrit               | 1927                | Église Saint-Laurent de Bémont              |

### S
| Monument                                                        | Commune                 | Adresse                                        | Coordonnées                                    | Notice                                         | Protection                                     | Date                                           | Illustration                                                    |
| --------------------------------------------------------------- | ----------------------- | ---------------------------------------------- | ---------------------------------------------- | ---------------------------------------------- | ---------------------------------------------- | ---------------------------------------------- | --------------------------------------------------------------- |
| Ruines de l'abbaye Sainte-Croix de Saint-Crépin-aux-Bois        | Saint-Crépin-aux-Bois   |                                                | 49° 27′ 02″ nord, 2° 59′ 27″ est               | « PA00114852 »                                 | Classé Inscrit                                 | 1962 1963                                      | Image manquante Téléverser                                      |
| Château d'Offemont                                              | Saint-Crépin-aux-Bois   |                                                | 49° 26′ 55″ nord, 3° 00′ 07″ est               | « PA00114852 »                                 | Classé Inscrit                                 | 1962 1963                                      | Image manquante Téléverser                                      |
| Église Saint-Crépin-et-Saint-Crépinien de Saint-Crépin-aux-Bois | Saint-Crépin-aux-Bois   | Route d'Offémont                               | 49° 26′ 02″ nord, 2° 58′ 47″ est               | « PA00114853 »                                 | Classé                                         | 1920                                           | Église Saint-Crépin-et-Saint-Crépinien de Saint-Crépin-aux-Bois |
| Ferme de la Carrière                                            | Saint-Crépin-aux-Bois   |                                                | 49° 26′ 39″ nord, 3° 00′ 00″ est               | « PA60000074 »                                 | Inscrit                                        | 2007                                           | Image manquante Téléverser                                      |
| Église Saint-Étienne de Saint-Étienne-Roilaye                   | Saint-Étienne-Roilaye   | Route de Chelles                               | 49° 21′ 09″ nord, 3° 01′ 07″ est               | « PA00114855 »                                 | Classé                                         | 1947                                           | Église Saint-Étienne de Saint-Étienne-Roilaye                   |
| Ruines gallo-romaines du Mont-Berny                             | Saint-Étienne-Roilaye   |                                                | à géolocaliser                                 | « PA00114856 »                                 | Classé                                         | 1922                                           | Image manquante Téléverser                                      |
| Château de Saintines                                            | Saintines               |                                                | 49° 18′ 31″ nord, 2° 46′ 14″ est               | « PA00114878 »                                 | Inscrit                                        | 1951                                           | Château de Saintines                                            |
| Église Saint-Denis-et-Saint-Jean-Baptiste de Saintines          | Saintines               |                                                | 49° 18′ 22″ nord, 2° 46′ 12″ est               | « PA00114879 »                                 | Inscrit                                        | 1927                                           | Église Saint-Denis-et-Saint-Jean-Baptiste de Saintines          |
| Abbaye de Saint-Jean-aux-Bois                                   | Saint-Jean-aux-Bois     |                                                | 49° 20′ 50″ nord, 2° 54′ 19″ est               | « PA00114861 »                                 | Classé                                         | 1862 1889                                      | Abbaye de Saint-Jean-aux-Bois                                   |
| Poste forestier de la Muette                                    | Saint-Jean-aux-Bois     |                                                | 49° 22′ 07″ nord, 2° 54′ 32″ est               | « PA00114862 »                                 | Inscrit                                        | 1948                                           | Poste forestier de la Muette                                    |
| Poste forestier de Sainte-Perine                                | Saint-Jean-aux-Bois     |                                                | 49° 20′ 57″ nord, 2° 52′ 35″ est               | « PA00114863 »                                 | Classé                                         | 1905                                           | Poste forestier de Sainte-Perine                                |
| Église Saint-Jean-Baptiste de Saint-Léger-aux-Bois              | Saint-Léger-aux-Bois    | 8 rue de l'Église                              | 49° 28′ 50″ nord, 2° 57′ 19″ est               | « PA00114864 »                                 | Classé                                         | 1913                                           | Image manquante Téléverser                                      |
| Église prieurale de Saint-Leu-d'Esserent                        | Saint-Leu-d'Esserent    |                                                | 49° 13′ 05″ nord, 2° 25′ 19″ est               | « PA00114865 »                                 | Classé Inscrit                                 | 1840 1862 1965                                 | Église prieurale de Saint-Leu-d'Esserent                        |
| Maison (détruite)                                               | Saint-Leu-d'Esserent    |                                                | à géolocaliser                                 | « PA00114866 »                                 | Inscrit                                        | 1927                                           | Maison (détruite)                                               |
| Maison (détruite)                                               | Saint-Leu-d'Esserent    |                                                | à géolocaliser                                 | « PA00114867 »                                 | Inscrit                                        | 1927                                           | Maison (détruite)                                               |
| Église Saint-Maximin de Saint-Maximin                           | Saint-Maximin           | Rue des Fontaines / rue du Jeu-d'Arc           | 49° 13′ 17″ nord, 2° 27′ 06″ est               | « PA00114869 »                                 | Inscrit                                        | 1926                                           | Église Saint-Maximin de Saint-Maximin                           |
| Église Saint-Pierre de Saint-Pierre-lès-Bitry                   | Saint-Pierre-lès-Bitry  | Rue de l'Église                                | 49° 25′ 30″ nord, 3° 04′ 34″ est               | « PA00114873 »                                 | Classé                                         | 1920                                           | Image manquante Téléverser                                      |
| Église de la Sainte-Trinité de Saint-Sauveur                    | Saint-Sauveur           | Rue Aristide-Briand                            | 49° 19′ 04″ nord, 2° 47′ 03″ est               | « PA00114875 »                                 | Inscrit                                        | 1948                                           | Église de la Sainte-Trinité de Saint-Sauveur                    |
| Église Saint-Vaast de Saint-Vaast-de-Longmont                   | Saint-Vaast-de-Longmont |                                                | 49° 18′ 07″ nord, 2° 44′ 05″ est               | « PA00114876 »                                 | Classé                                         | 1883                                           | Église Saint-Vaast de Saint-Vaast-de-Longmont                   |
| Église Saint-Vaast de Saint-Vaast-lès-Mello                     | Saint-Vaast-lès-Mello   |                                                | 49° 16′ 01″ nord, 2° 23′ 21″ est               | « PA00114877 »                                 | Classé                                         | 1906                                           | Église Saint-Vaast de Saint-Vaast-lès-Mello                     |
|                                                                 | Senlis                  | Voir liste des monuments historiques de Senlis | Voir liste des monuments historiques de Senlis | Voir liste des monuments historiques de Senlis | Voir liste des monuments historiques de Senlis | Voir liste des monuments historiques de Senlis | Voir liste des monuments historiques de Senlis                  |
| Église Saint-Pierre-et-Saint-Paul de Silly-le-Long              | Silly-le-Long           | Grande Rue                                     | 49° 06′ 28″ nord, 2° 47′ 42″ est               | « PA60000038 »                                 | Inscrit                                        | 2001                                           | Église Saint-Pierre-et-Saint-Paul de Silly-le-Long              |

### T
| Monument                                                                    | Commune          | Adresse                  | Coordonnées                      | Notice         | Protection | Date | Illustration                                                                |
| --------------------------------------------------------------------------- | ---------------- | ------------------------ | -------------------------------- | -------------- | ---------- | ---- | --------------------------------------------------------------------------- |
| Château de Thiers-sur-Thève                                                 | Thiers-sur-Thève |                          | 49° 09′ 11″ nord, 2° 34′ 17″ est | « PA00114919 » | Classé     | 1862 | Château de Thiers-sur-Thève                                                 |
| Carrière du Chauffour                                                       | Thiescourt       | Le Chauffour             | 49° 33′ 06″ nord, 2° 52′ 21″ est | « PA60000021 » | Inscrit    | 1999 | Carrière du Chauffour                                                       |
| Église de l'Assomption-de-la-Vierge de Thiescourt                           | Thiescourt       | Rue de l'Église          | 49° 34′ 03″ nord, 2° 53′ 01″ est | « PA00114920 » | Classé     | 1921 | Image manquante Téléverser                                                  |
| Nécropole nationale française et cimetière militaire allemand de Thiescourt | Thiescourt       | Rue de l'Église          | 49° 34′ 07″ nord, 2° 53′ 08″ est | « PA60000094 » | Inscrit    | 2016 | Nécropole nationale française et cimetière militaire allemand de Thiescourt |
| Église Saint-Leufroy de Thiverny                                            | Thiverny         |                          | 49° 14′ 58″ nord, 2° 25′ 48″ est | « PA00114921 » | Inscrit    | 1930 | Église Saint-Leufroy de Thiverny                                            |
| Église Notre-Dame de Thourotte                                              | Thourotte        | Chemin de Halage         | 49° 28′ 25″ nord, 2° 52′ 53″ est | « PA00114922 » | Classé     | 1912 | Image manquante Téléverser                                                  |
| Église Saint-Éloi de Tracy-le-Val                                           | Tracy-le-Val     | Rue du Général de Gaulle | 49° 29′ 19″ nord, 3° 00′ 30″ est | « PA00114923 » | Classé     | 1840 | Église Saint-Éloi de Tracy-le-Val                                           |
| Église Notre-Dame de Trumilly                                               | Trumilly         |                          | 49° 14′ 33″ nord, 2° 48′ 03″ est | « PA00114932 » | Classé     | 1914 | Église Notre-Dame de Trumilly                                               |

### U
| Monument                                  | Commune            | Adresse | Coordonnées                      | Notice         | Protection | Date | Illustration                              |
| ----------------------------------------- | ------------------ | ------- | -------------------------------- | -------------- | ---------- | ---- | ----------------------------------------- |
| Église Saint-Georges d'Ully-Saint-Georges | Ully-Saint-Georges |         | 49° 16′ 48″ nord, 2° 16′ 52″ est | « PA00114933 » | Classé     | 1951 | Église Saint-Georges d'Ully-Saint-Georges |
| Grange dîmière d'Ully-Saint-Georges       | Ully-Saint-Georges |         | 49° 16′ 48″ nord, 2° 16′ 49″ est | « PA00114934 » | Inscrit    | 1933 | Grange dîmière d'Ully-Saint-Georges       |

### V
| Monument                                                | Commune                 | Adresse                              | Coordonnées                      | Notice         | Protection | Date      | Illustration                                            |
| ------------------------------------------------------- | ----------------------- | ------------------------------------ | -------------------------------- | -------------- | ---------- | --------- | ------------------------------------------------------- |
| Église Notre-Dame-de-la-Nativité de Varinfroy           | Varinfroy               |                                      | 49° 06′ 04″ nord, 3° 02′ 38″ est | « PA00114936 » | Classé     | 1920      | Église Notre-Dame-de-la-Nativité de Varinfroy           |
| Chapelle Sainte-Geneviève de Chavres                    | Vauciennes              | Rue Sainte-Geneviève, Chavres        | 49° 12′ 56″ nord, 2° 59′ 43″ est | « PA00114937 » | Inscrit    | 1951      | Chapelle Sainte-Geneviève de Chavres                    |
| Église Saint-Léger de Vauciennes                        | Vauciennes              | Rue de l'Église (RD 813L)            | 49° 14′ 12″ nord, 3° 01′ 51″ est | « PA00114938 » | Inscrit    | 1951      | Église Saint-Léger de Vauciennes                        |
| Manoir du Plessis-aux-Bois                              | Vauciennes              | Le Plessis au Bois, 4 rue du Château | 49° 13′ 12″ nord, 3° 01′ 16″ est | « PA60000020 » | Inscrit    | 1999      | Image manquante Téléverser                              |
| Église Saint-Pierre de Vaumoise                         | Vaumoise                | Rue de l'Église                      | 49° 14′ 14″ nord, 2° 58′ 47″ est | « PA60000089 » | Inscrit    | 2014      | Église Saint-Pierre de Vaumoise                         |
| Bâtiment conventuel de Venette                          | Venette                 | Rue de Corbeaulieu                   | 49° 25′ 02″ nord, 2° 47′ 59″ est | « PA00114940 » | Inscrit    | 1946      | Bâtiment conventuel de Venette                          |
| Église Saint-Martin de Venette                          | Venette                 | Rue de Corbeaulieu                   | 49° 25′ 01″ nord, 2° 48′ 01″ est | « PA00114941 » | Classé     | 1920      | Église Saint-Martin de Venette                          |
| Pigeonnier                                              | Venette                 | Rue du général Koenig                | 49° 24′ 57″ nord, 2° 47′ 54″ est | « PA00114943 » | Inscrit    | 1946      | Pigeonnier                                              |
| Pigeonnier                                              | Venette                 | Rue du Cul-de-Sac                    | 49° 25′ 01″ nord, 2° 47′ 59″ est | « PA00114942 » | Inscrit    | 1946      | Pigeonnier                                              |
| Chapelle Notre-Dame-des-Monts de Verberie               | Verberie                |                                      | 49° 18′ 13″ nord, 2° 43′ 35″ est | « PA60000075 » | Inscrit    | 2008      | Chapelle Notre-Dame-des-Monts de Verberie               |
| Église Saint-Pierre de Verberie                         | Verberie                |                                      | 49° 18′ 37″ nord, 2° 43′ 51″ est | « PA00114944 » | Classé     | 1862      | Église Saint-Pierre de Verberie                         |
| Manoir Saint-Germain                                    | Verberie                |                                      | 49° 18′ 19″ nord, 2° 42′ 28″ est | « PA00114945 » | Inscrit    | 1949      | Manoir Saint-Germain                                    |
| Petit Cappy                                             | Verberie                |                                      | 49° 18′ 17″ nord, 2° 43′ 38″ est | « PA00114980 » | Inscrit    | 1989      | Petit Cappy                                             |
| Site préhistorique et gaulois de Verberie               | Verberie                |                                      | 49° 20′ 29″ nord, 2° 45′ 00″ est | « PA00135576 » | Inscrit    | 1995      | Image manquante Téléverser                              |
| Camp de Tremblay                                        | Verneuil-en-Halatte     | La Cavée Douche                      | 49° 16′ 33″ nord, 2° 30′ 20″ est | « PA00114947 » | Classé     | 1950      | Image manquante Téléverser                              |
| Église Saint-Honoré de Verneuil-en-Halatte              | Verneuil-en-Halatte     |                                      | 49° 16′ 29″ nord, 2° 31′ 01″ est | « PA00114948 » | Inscrit    | 1927      | Église Saint-Honoré de Verneuil-en-Halatte              |
| Calvaire du cimetière de Droizelles                     | Versigny                |                                      | 49° 09′ 37″ nord, 2° 47′ 18″ est | « PA00114949 » | Classé     | 1931      | Calvaire du cimetière de Droizelles                     |
| Château de Versigny                                     | Versigny                |                                      | 49° 09′ 29″ nord, 2° 45′ 39″ est | « PA00114950 » | Inscrit    | 1930 2009 | Château de Versigny                                     |
| Église Saint-Martin de Versigny                         | Versigny                |                                      | 49° 09′ 30″ nord, 2° 45′ 41″ est | « PA00114951 » | Classé     | 1907      | Église Saint-Martin de Versigny                         |
| Donjon de Vez                                           | Vez                     |                                      | 49° 15′ 44″ nord, 3° 00′ 00″ est | « PA00114952 » | Classé     | 1904      | Donjon de Vez                                           |
| Église Saint-Martin-et-Saint-Léonard de Vez             | Vez                     | Rue de l'Église                      | 49° 15′ 52″ nord, 3° 00′ 10″ est | « PA00114953 » | Inscrit    | 1926      | Église Saint-Martin-et-Saint-Léonard de Vez             |
| Ferme de Saint-Mard                                     | Vez                     | Saint-Mard                           | 49° 15′ 23″ nord, 3° 00′ 34″ est | « PA00114954 » | Inscrit    | 1951      | Image manquante Téléverser                              |
| Église Saint-Mellon de Vieux-Moulin                     | Vieux-Moulin            | Rue Saint-Jean                       | 49° 23′ 34″ nord, 2° 55′ 59″ est | « PA60000091 » | Inscrit    | 2014 2015 | Église Saint-Mellon de Vieux-Moulin                     |
| Pavillon de l'Impératrice                               | Vieux-Moulin            | Route de la Gorge du Han             | 49° 22′ 26″ nord, 2° 58′ 01″ est | « PA00132917 » | Inscrit    | 1994      | Pavillon de l'Impératrice                               |
| Poste forestier de Saint-Pierre-en-Chastres             | Vieux-Moulin            | Mont Saint-Pierre                    | 49° 22′ 36″ nord, 2° 56′ 59″ est | « PA00114955 » | Inscrit    | 1949      | Poste forestier de Saint-Pierre-en-Chastres             |
| Prieuré de Saint-Pierre-en-Chastres                     | Vieux-Moulin            | Mont Saint-Pierre                    | 49° 22′ 34″ nord, 2° 57′ 01″ est | « PA00114956 » | Classé     | 1905      | Prieuré de Saint-Pierre-en-Chastres                     |
| Église Saint-Martin de Noël-Saint-Martin                | Villeneuve-sur-Verberie |                                      | 49° 17′ 10″ nord, 2° 42′ 09″ est | « PA00114958 » | Classé     | 1895      | Église Saint-Martin de Noël-Saint-Martin                |
| Église Saint-Barthélemy de Villeneuve-sur-Verberie      | Villeneuve-sur-Verberie |                                      | 49° 16′ 30″ nord, 2° 41′ 21″ est | « PA00114957 » | Classé     | 1921      | Église Saint-Barthélemy de Villeneuve-sur-Verberie      |
| Église Saint-Médard de Villers-Saint-Frambourg          | Villers-Saint-Frambourg |                                      | 49° 15′ 18″ nord, 2° 38′ 25″ est | « PA00114959 » | Classé     | 2004      | Église Saint-Médard de Villers-Saint-Frambourg          |
| Château de Villers-sous-Saint-Leu                       | Villers-sous-Saint-Leu  |                                      | 49° 12′ 54″ nord, 2° 23′ 50″ est | « PA00114963 » | Inscrit    | 1966      | Château de Villers-sous-Saint-Leu                       |
| Église Saint-Denis de Villers-sous-Saint-Leu            | Villers-sous-Saint-Leu  |                                      | 49° 12′ 48″ nord, 2° 23′ 55″ est | « PA00114964 » | Classé     | 1944      | Église Saint-Denis de Villers-sous-Saint-Leu            |
| Château de Villers-Saint-Paul                           | Villers-Saint-Paul      |                                      | 49° 17′ 05″ nord, 2° 28′ 56″ est | « PA00114960 » | Inscrit    | 1929      | Château de Villers-Saint-Paul                           |
| Église Saint-Pierre-et-Saint-Paul de Villers-Saint-Paul | Villers-Saint-Paul      |                                      | 49° 17′ 14″ nord, 2° 29′ 31″ est | « PA00114961 » | Classé     | 1862      | Église Saint-Pierre-et-Saint-Paul de Villers-Saint-Paul |
| Château Saint-Firmin                                    | Vineuil-Saint-Firmin    |                                      | 49° 11′ 50″ nord, 2° 30′ 02″ est | « PA00114966 » | Inscrit    | 1988      | Château Saint-Firmin                                    |
| Église Saint-Firmin de Vineuil-Saint-Firmin             | Vineuil-Saint-Firmin    |                                      | 49° 11′ 49″ nord, 2° 30′ 15″ est | « PA00114967 » | Inscrit    | 1970      | Église Saint-Firmin de Vineuil-Saint-Firmin             |
| Faisanderie d'Apremont                                  | Vineuil-Saint-Firmin    |                                      | 49° 12′ 35″ nord, 2° 30′ 04″ est | « PA00114968 » | Inscrit    | 1988      | Faisanderie d'Apremont                                  |
| Ferme de la Ménagerie                                   | Vineuil-Saint-Firmin    |                                      | 49° 12′ 04″ nord, 2° 28′ 51″ est | « PA00114969 » | Inscrit    | 1988      | Ferme de la Ménagerie                                   |
| Maison Saint-Pierre                                     | Vineuil-Saint-Firmin    |                                      | 49° 11′ 55″ nord, 2° 29′ 14″ est | « PA00114970 » | Inscrit    | 1988      | Maison Saint-Pierre                                     |